# Pastor de Hermas

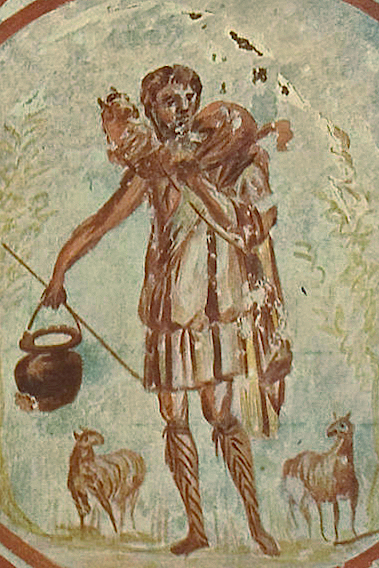
Pastor de Hermas, o el Buen Pastor,, Catacumbas de Roma.

El Pastor de Hermas (en griego: Ποιμὴν τοῦ Ἑρμᾶ, Poimēn tou Herma; en latín: Pastor Hermae), es una obra cristiana del siglo II que no forma parte del canon neotestamentario y que gozó de una gran autoridad durante los siglos II y III. Tertuliano e Ireneo de Lyon lo citan como «Escritura», el Codex Sinaiticus lo vincula al Nuevo Testamento y en el Codex Claromontanus figura entre los Hechos de los Apóstoles y las cartas de Pablo.
La primera versión de la obra fue escrita en griego, y de ella no se ha conservado el texto completo, pero inmediatamente fue traducida al latín quizás por su propio autor, Hermas de Roma.
El Pastor recoge cinco visiones que tuvo Hermas, el autor, y recibe su nombre del ángel del arrepentimiento que apareció en la quinta visión, vestido de pastor. Además, la obra contiene 12 mandatos (mandamientos morales) y 10 similitudes (parábolas). El tema básico es que el pecado posbautismal puede ser perdonado al menos una vez y que llegará un día de arrepentimiento, después del cual los pecados no podrán ser perdonados. La obra, que se centra más en la moral que en la teología, es una valiosa fuente sobre un tipo de cristianismo judío—que todavía se adhería a la Ley mosaica— evidente en Roma durante el siglo II.

## Menciones en la literatura antigua cristiana
El Pastor es una pieza importante de la literatura patrística, que era considerada Escritura sagrada por Ireneo, Clemente de Alejandría, Orígenes y Tertuliano. Sin embargo, el canon muratoriano negó que fuera inspirado y Jerónimo afirmó que era muy poco conocido en la iglesia occidental. Mucho más popular en la iglesia oriental, la obra está contenida en el Códice Sinaítico del siglo IV de la Biblia griega. Existen manuscritos en griego, latín y etíope y fragmentos en copto y persa.
En la Epístola a los Romanos (16, 14), Pablo saluda a los cristianos de Roma entre los que cita a uno llamado Hermas a quien Orígenes y Eusebio de Cesarea (en su Historia eclesiástica, libro 3, capítulo 3, ver 6) consideran el autor del Pastor. Sin embargo, tres antiguos testimonios, uno de ellos contemporáneo de la propia obra, afirman que Hermas era hermano del papa Pío I cuyo pontificado se extendió más o menos entre los años 140 y 155. Esta datación es la que propuso en 1891 J.B. Lighfoot. Estos tres testimonios son:
El Fragmento Muratoriano, una compilación escrita hacia el año 170 que constituye el primer canon del Nuevo Testamento recoge:

Cuando Hermas, redactó el Pastor muy recientemente, en nuestra época, en la ciudad de Roma, mientras el obispo Pío, su hermano, ocupaba la sede de la iglesia de la ciudad de Roma

El Catálogo Liberiano que serviría posteriormente de base para componer el Liber Pontificalis, recoge en un párrafo datado en el 235 que:

Bajo el episcopado de Pío, su hermano Hermas escribió un libro que contiene los preceptos que le entregó un ángel que se le apareció como un Pastor.

Un poema contra la doctrina de Marción, escrito entre los siglos III y III por un escritor que adopta el nombre de Tertuliano y conocido como Pseudo-Tertuliano que afirma:

Entonces, después de él, Pío, cuyo hermano según la carne era Hermas, el pastor angélico, porque el declama las palabras que le fueron dadas por el ángel.

Estos tres testimonios parecen citar una misma fuente, la obra perdida de Hegesipo que también sería utilizada por Eusebio de Cesarea para elaborar su Historia Ecclesiastica.....

## Posibles fuentes
Aunque las citas directas de la Biblia son poquísimas, el contenido del texto muestra que el autor dominaba la literatura sapiencial del Antiguo Testamento y las cartas de san Pablo. Asimismo, la mención a los dos caminos muestra la influencia literaria judía aunque al parecer la principal influencia vendría de un texto llamado Manual de disciplina, perteneciente a los escritos esenios encontrados en el Mar Muerto. Esto implica que el autor provendría del ambiente judeocristiano aun cuando también se encuentran reminiscencias de textos paganos en el Pastor: la parábola IX con la mención de Arcadia.

## Manuscritos
Aun no se cuenta con el texto griego completo y las publicaciones del Pastor han tomado de diversos manuscritos:
- El Codex Athensis (que tiene el texto del pastor hasta la Parábola IX, 30, 2).
- El Codex Sinaiticus (se interrumpe en el Mandamiento IV, 3, 6).
- El papiro 129 de la Universidad de Míchigan, con distintos fragmentos, aunque faltan las cuatro primeras visiones.
- El Codex visionum, entre otros.

Existen dos versiones latinas famosas, la Vulgata y la llamada Palatina. A estas se suman dos versiones en etiópico, una en persa y algunos fragmentos en copto.

## Datación
La referencia al papa Clemente I que se hace en la obra situarían las dos primeras visiones entre los años 88 y 97 periodo en el que se sitúa el pontificado del mismo. No obstante el análisis del lenguaje utilizado, el lenguaje teológico transmitido y la similitud con textos como el Apocalipsis de San Juan,  parecen fijar la época de la obra hacía la primera mitad del siglo II, más específicamente entre el 130 y 140.

## Composición y contenido

### Composición
El Pastor se compone de cinco visiones de género apocalíptico, que le fueron dadas a Hermas, un cristiano liberto que luego se convirtió en un rico comerciante, perdió sus propiedades e hizo penitencia por sus pecados pasados. A estas visiones les siguen doce mandatos y diez parábolas. El tono de la obra viene dado por la utilización de la primera persona del singular presente desde el inicio de la primera visión:

El amo que me crió me vendió a una tal Roda en Roma. Al cabo de muchos años la encontré de nuevo y empecé a amarla como a una hermana.

Mientras va de camino a Cumas, Hermas tiene una visión de Roda. Esta primera visión es más bien una amonestación al mismo Hermas por su amor a Roda y su condescendencia con sus hijos. Roda le dice que ella es ahora la acusadora de Hermas en el cielo, a raíz de los pensamientos impúdicos e impuros que el (ahora) casado narrador alguna vez sintió hacia ella. Le pide que se arrepienta y pida perdón para sí mismo y su casa entera. En la segunda visión Hermas es invitado a dar a conocer el contenido de un libro que en resumen es una exhortación al arrepentimiento. La anciana que le habló en la primera visión se muestra como la Iglesia (débil y desamparada por los pecados de sus hijos infieles), pero también le dice que el libro ha de ser completado aún.
En la tercera visión ve una torre que también simboliza a la Iglesia y en la cuarta le es profetizada una tribulación simbolizada en un gran monstruo. La última visión, que ocurre 20 días después de la cuarta, presenta al «ángel (mensajero) del arrepentimiento» vestido como un pastor que le mostrará y enseñará las parábolas del resto de la obra. El pastor (ángel) le da a Hermas una serie de preceptos (mandata, entolai) que constituyen un interesante desarrollo de la ética cristiana primitiva. Así, la siguiente parte, dedicada a los «mandatos» trata de diversas virtudes cristianas y humanas: la fe, el temor de Dios, la continencia, la inocencia, la sinceridad, la castidad y el matrimonio cristiano. En el sexto «mandato» se habla de los dos caminos. Un punto que merece especial mención es la instrucción sobre la obligación del marido cristiano de perdonar y aceptar de nuevo a su esposa adúltera tras su arrepentimiento. El undécimo mandato, sobre la humildad, se ocupa de los falsos profetas que desean ocupar los primeros puestos o los mejores (es decir, entre los presbíteros). Algunos han visto aquí una referencia a Marción, que llegó a Roma alrededor del año 140 y deseaba ser admitido entre los sacerdotes (o posiblemente incluso convertirse en obispo de Roma).
Después de los mandatos vienen diez similitudes (parabolai) en forma de visiones, que son explicadas por el ángel. Esta tercera parte es muy dispar en la traducción manuscrita, y tendría unas 10 parábolas. La más larga de ellas (similitud 9) es una elaboración de la parábola de la construcción de una torre, que había constituido el tema de la tercera visión: La torre es la Iglesia, y las piedras de las que está construida son los fieles. Mientras que la tercera visión da a entender que sólo los santos son parte de la verdadera Iglesia, en la similitud 9 se señala claramente que todos los bautizados están incluidos, aunque pueden ser expulsados por pecados graves, y pueden ser readmitidos sólo después del arrepentimiento.
La utilización de un lenguaje alegórico se extiende por toda la obra, la cual transmite un mensaje optimista y lleno de esperanza. Sin embargo, se duda de la unidad del texto debido a que el Pastor no es mencionado en las primeras visiones y se presenta más bien como una especie de enlace entre la segunda y la tercera parte. Más aún, existen dos versiones (la copto-sahídica y la del papiro 129 que se encuentra en la Universidad de Míchigan) que no contienen las primeras cuatro visiones. Por tanto, al menos habría dos momentos de composición aun cuando ya desde muy pronto se le habrían unido las primeras cuatro visiones.

### Autor
De la composición fácilmente se pasa a la diversidad de autores. Y ahí se ha dado aunque el estado de las investigaciones no permita demostrar que el texto del Pastor tenga en realidad varios escritores. Philippe Henne ha intentado demostrar la unidad del escrito a partir de diversos puntos de vista: el testimonio de los demás padres de la Iglesia, la tradición del texto, el vocabulario empleado y el contenido teológico.

### Temas principales
Dos son los temas principales de la obra: la Iglesia, que es presentada en sí misma, en su aspecto histórico y en su tiempo final o escatológico. Al autor le interesa hacer notar la identificación entre las tres. Por eso, la anciana (que simboliza a la Iglesia en sí misma, afirma sobre la histórica:

La torre que ves en construcción, soy yo, la Iglesia que has visto ahora y antes
Visión III, 3, 3.

Habla además de la relación de Cristo con la Iglesia, usando imágenes de fuerte resonancia bíblica como la «puerta» o la «roca».
La penitencia se presenta como el modo de entrar a esa Iglesia que sería el único canal de salvación. Se ha discutido largamente si el Pastor muestra que no existía en su tiempo una posibilidad de penitencia tras el bautismo. Esta situación no era del gusto de Hermas (todo a partir de una exégesis del texto de la visión II (2, 4-5) y la criticaría a través de su obra. Pero también se puede interpretar como un sostener la segunda penitencia que existía y que era criticada por algunos considerados como rigoristas. De cualquier forma, es el escrito más antiguo conservado que trata de una forma de penitencia postbautismo.
El resto de su teología depende mucho del ambiente judío: considera al Espíritu Santo más como el espíritu de Dios y no parece haber una teología trinitaria en el escrito.

## Canonicidad
Una pieza importante de la literatura patrística, era considerada parte de las Sagradas Escrituras por Ireneo, Clemente de Alejandría, Orígenes y Tertuliano. Sin embargo, el Canon muratoriano negó su inspiración divina, y Jerónimo afirmó que era muy poco conocida en la iglesia occidental. Mucho más popular en la iglesia oriental, la obra se encuentra en el Códice sinaítico del siglo IV de la Biblia griega.